# Dmitri Medvedev
Dmitri Anatoljevitsj Medvedev (Russisch: Дмитрий Анатольевич Медведев) (Leningrad, 14 september 1965) is een Russisch politicus. Sinds 2012 is Medvedev formeel de partijvoorzitter van Verenigd Rusland en sinds 2020 vicevoorzitter van de veiligheidsraad van de Russische Federatie. 
Medvedev was president van Rusland van 2008 tot 2012 en vervolgens tot 2020 premier van Rusland.

## Biografie
Dmitri Medvedev werd als enig kind geboren in Leningrad, het huidige Sint-Petersburg, in de toenmalige Sovjet-Unie. Zijn vader was een chemisch ingenieur die doceerde aan een technische universiteit in Leningrad. Zijn moeder doceerde Russisch aan de Herzen pedagogische staatsuniversiteit. Later zou ze ook als gids werken op het Pavlovsk-paleis. De Medvedevs woonden in een appartement van 40 m². Zij werden destijds beschouwd als een familie van de Sovjet-intelligentsia.
In 1990 behaalde hij een master in burgerlijk recht aan de staatsuniversiteit van Leningrad.
Na het uiteenvallen van de Sovjet-Unie in 1990, was hij van juni 1991 tot juni 1996 juridisch adviseur voor externe verbanden van Anatoli Sobtsjak. Sobtsjak was gekozen tot burgemeester van Sint-Petersburg, het voormalige Leningrad. Hij had als hoogleraar in de rechtswetenschap aan de universiteit van Leningrad Medvedev en Poetin als studenten gehad. Poetin werkte ook in zijn staf. Poetin en Medvedev werden in die tijd hechte vrienden. Tegelijkertijd werkte Medvedev van 1991 tot 1999 als leraar aan de staatsuniversiteit van Sint-Petersburg.
In november 1993 werd Medvedev naast zijn andere bezigheden ook directeur juridische zaken van Ilim Pulp Enterprise (ILP), een in St. Petersburg gevestigd houtbedrijf. Medvedev hielp het bedrijf bij het ontwikkelen van een strategie toen het bedrijf een aanzienlijke uitbreiding lanceerde. Medvedev ontving 20% van de aandelen van het bedrijf. In de volgende zeven jaar werd ILP het grootste houtbedrijf van Rusland met een jaarlijkse omzet van ongeveer $ 500 miljoen. Medvedev verkocht zijn aandelen ILP in 1999.

### Politiek

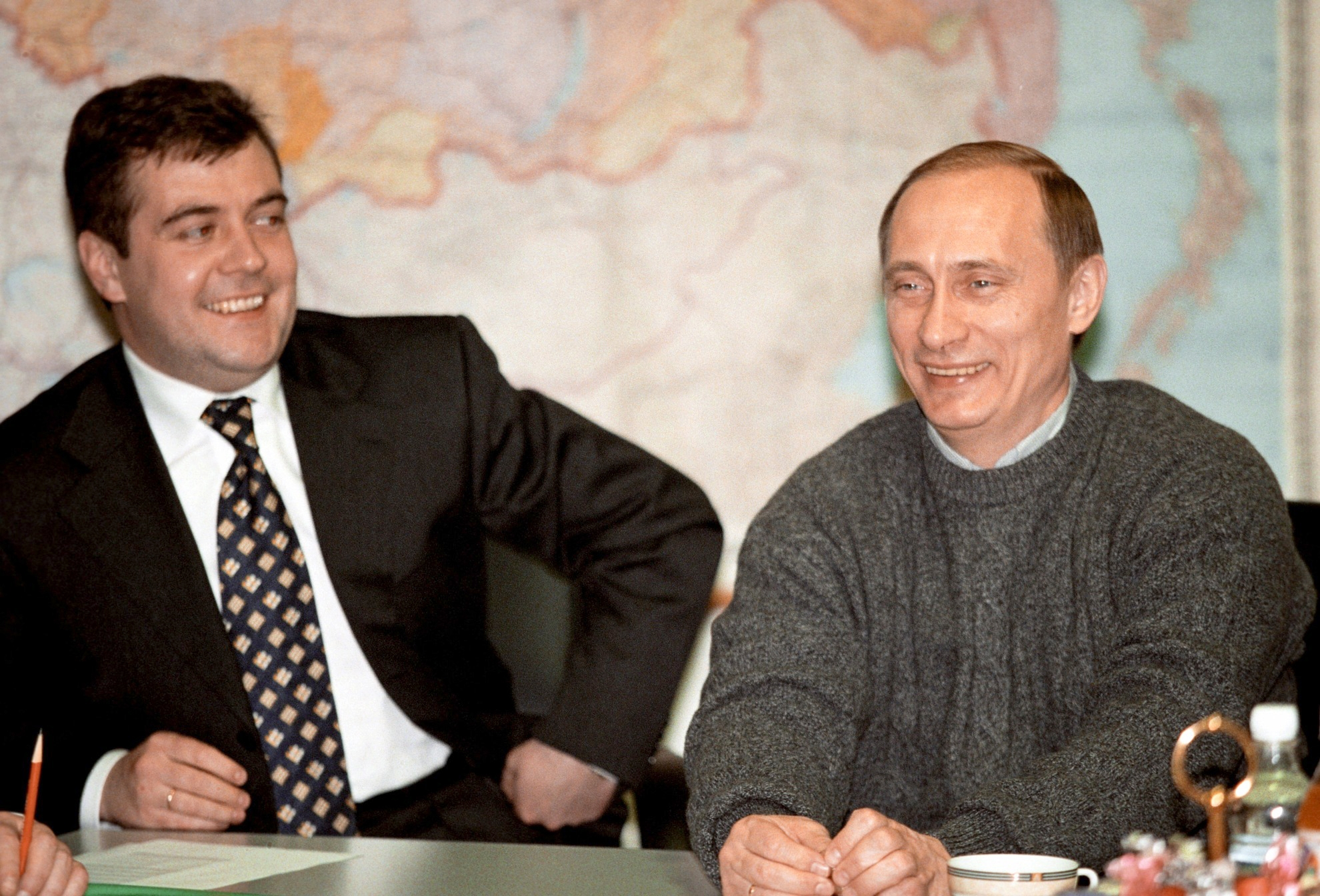
Medvedev en toenmalig president van Rusland Vladimir Poetin in 2000

In 1996 nam hij zijn eerste baan bij de centrale regering van Rusland. Hij werd door Poetin, die toen premier was geworden onder president Boris Jeltsin, aangesteld tot adjunct-directeur van de presidentiële staf. 
Van 2000 tot 2001 was hij voorzitter van de toezichtsraad van Gazprom. Hij werd een van de naaste politici van Poetin en was tijdens de Russische presidentsverkiezingen 2000 hoofd van het hoofdkwartier van de presidentiële verkiezingscampagne.  Van 2001 tot juni 2002 werd hij vicevoorzitter van de toezichtsraad van Gasprom en is sinds juni 2002 werd hij weer voorzitter. In oktober 2003 verving hij Aleksandr Volosjin als presidentiële stafchef omdat hij niet langer aan wilde blijven omdat hij het niet eens was met de gang van zaken rond Yukos.

#### Vicepremier
Medvedev werd op 15 november 2005 aangesteld als vicepremier door president Poetin met als beleidsgebieden nationale en geprioriteerde projecten. Deze nationale projecten zorgden ervoor dat zijn populariteit onder de bevolking snel steeg.

#### President

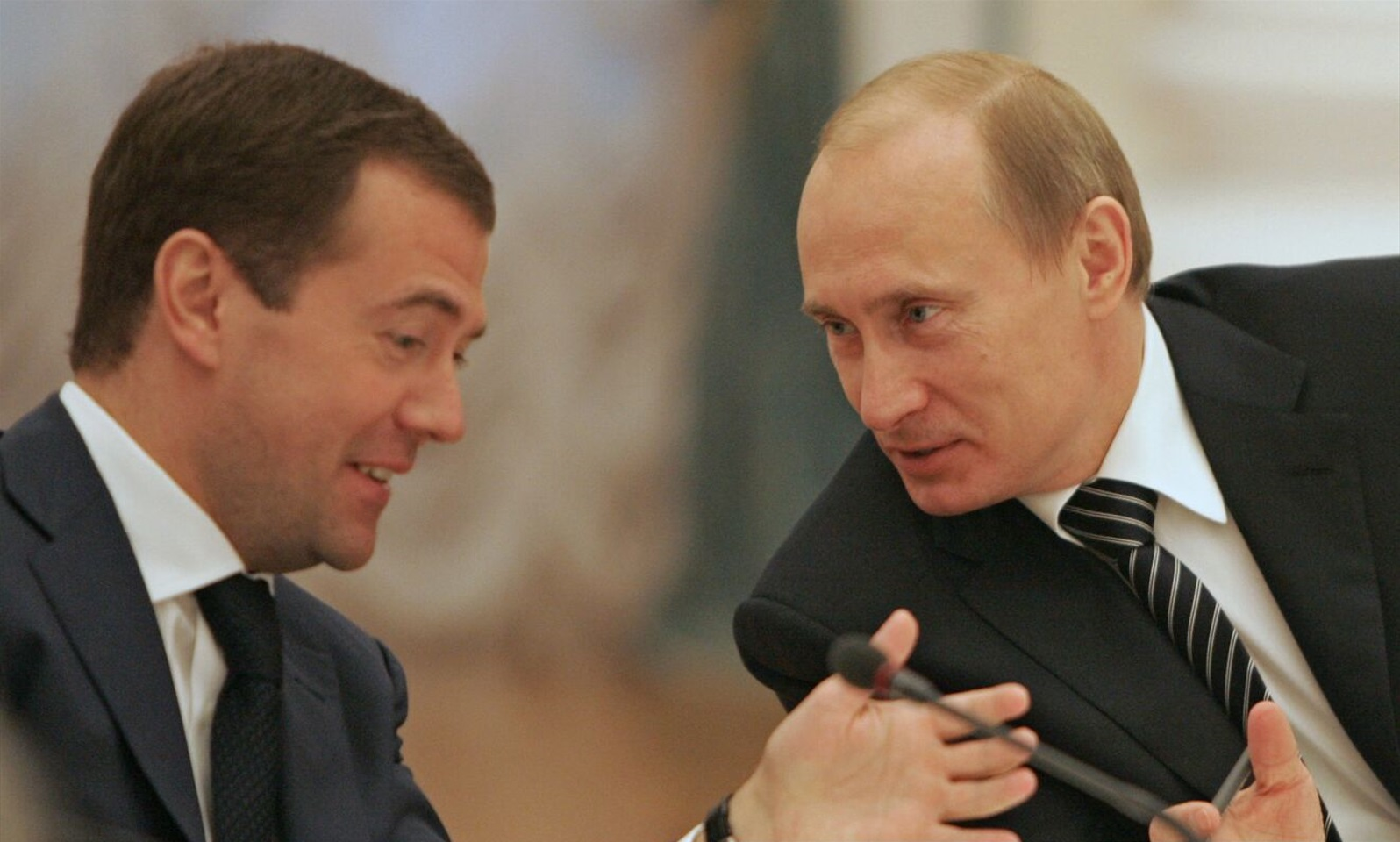
Medvedev en Vladimir Poetin in 2008

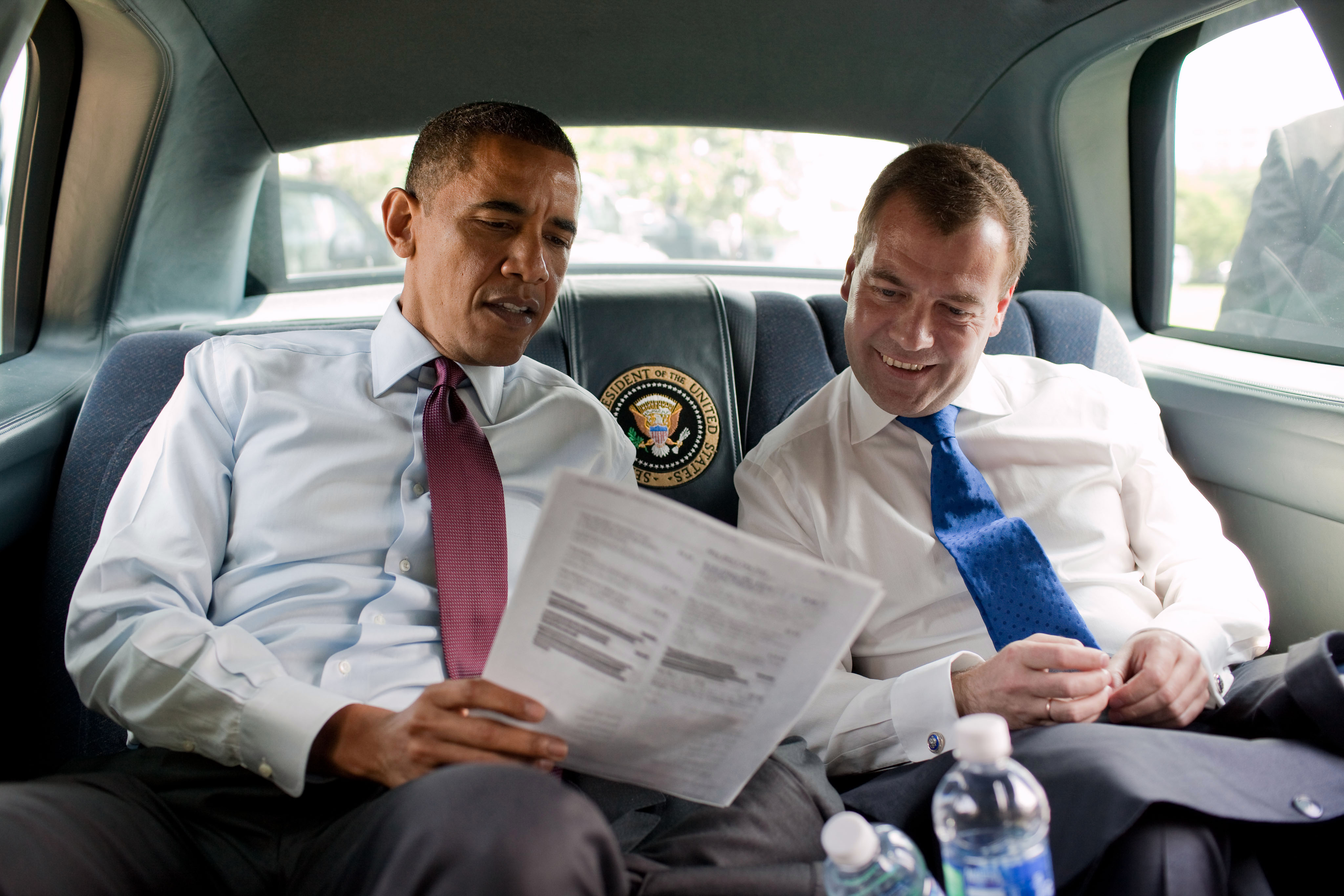
Medvedev en de president van de Verenigde Staten Barack Obama in 2010

In december 2007 werd Medvedev naar voren geschoven als presidentskandidaat voor Poetins partij Verenigd Rusland. Op 2 maart 2008 won hij deze omstreden verkiezingen - zoals verwacht - met een overweldigende meerderheid aan stemmen.
Medvedev stond bekend als een gematigde liberale pragmaticus, goed bestuurder en als loyaal aan Poetin. Hij werd vaak gezien als tegenwicht tegen de siloviki, zoals de havik Ivanov. Zijn gematigde opstelling werd toch enigszins tegengesproken door zijn harde uitspraak in een interview met de Financial Times, dat een toetreding van Oekraïne en Georgië tot de NAVO "de veiligheid in Europa in gevaar kan brengen".
Op 7 mei 2008 rond 12:00 werd Medvedev beëdigd als nieuwe president van Rusland. Hij legde zijn gelofte af met zijn hand op een kopie van de grondwet met de woorden en in zijn eerste toespraak als president verklaarde hij:

Het is mijn taak om de verdere burgerlijke, economische vrijheid te bevorderen zodat Rusland een van de beste landen ter wereld wordt.

Op 5 november 2008 zei Medvedev in zijn eerste jaarlijkse presidentiële toespraak dat hij de zittingstermijn van de president wil verlengen van 4 naar 6 jaar, en die van het parlement van 4 naar 5 jaar. Ook zei hij het parlement meer macht te willen geven over de uitvoerende macht. Medvedev stelde Poetin aan als premier. Hoewel Poetin als premier juridisch ondergeschikt was aan Medvedev, werd algemeen aangenomen dat Poetin de feitelijke macht in handen had en dat Medvedevs presidentschap slechts een manier was om het grondwettelijk verbod van drie achtereenvolgende presidentstermijnen te vermijden. Poetin had zelf aangegeven als 'grote broer' op te treden.

#### Premier
In 2012 werden opnieuw presidentsverkiezingen gehouden waarin Poetin zich opnieuw kandidaat stelde in plaats van Medvedev. Poetin won deze met grote meerderheid waarop hij opnieuw als president werd geïnaugureerd en hij Medvedev als premier aanstelde. Deze baanwisseling leidde tot grote kritiek uit binnen- en buitenland.
In 2018 werd Poetin opnieuw herkozen. Hij benoemde opnieuw Medvedev tot premier. Op 15 januari 2020 kondigde president Poetin een wijziging aan van de Russische grondwet aan die de presidentiële macht zou verschuiven naar de premier en het parlement. 
Premier Medvedev kondigde daarop het ontslag van zijn regering aan om het proces omtrent de grondwetswijziging te faciliteren. Hij werd opgevolgd door Michail Misjoestin die hoofd was van de belastingdienst.

#### Vicevoorzitter veiligheidsraad
Nadat hem ontslag was verleend kreeg Medvedev een speciaal voor hem gecreëerde baan als vicevoorzitter van de veiligheidsraad.
Op 26 december 2022 kreeg hij er een andere functie bij: vicevoorzitter van de commissie van de militaire industrie.

#### Russische invasie van Oekraïne
Sinds het begin van de Russische invasie van Oekraïne heeft Medvedev herhaaldelijk de aandacht op zichzelf gevestigd met complottheorieën en radicale uitspraken over Oekraïne en "het Westen". Hij dreigde onder meer “Oekraïne van de kaart te laten verdwijnen”. Ook op 26 december 2022 waagde hij zich weer aan stevige triades richting het Westen. Politicoloog Majkl Naki stelde dat Medvedev dit deed om Poetin op afstand te houden. Medvedev probeerde daarmee te voorkomen dat Poetin hem als (toekomstige) concurrent ging zien.
Op 24 juni 2023, de dag waarop huurlingen van de Wagnergroep richting Moskou trokken om daar een opstand te ontketenen, had Medvedev het zekere voor het onzekere gekozen door het vliegtuig naar Oman te nemen. Op maandag 26 juni 2023 was Poetin bijeengekomen met de hoofden van de geheime diensten, de Veiligheidsraad, het leger en de presidentiële administratie. Medvedev, oud-president en vice-secretaris van de Veiligheidsraad, was afwezig.

## Beschuldiging van corruptie

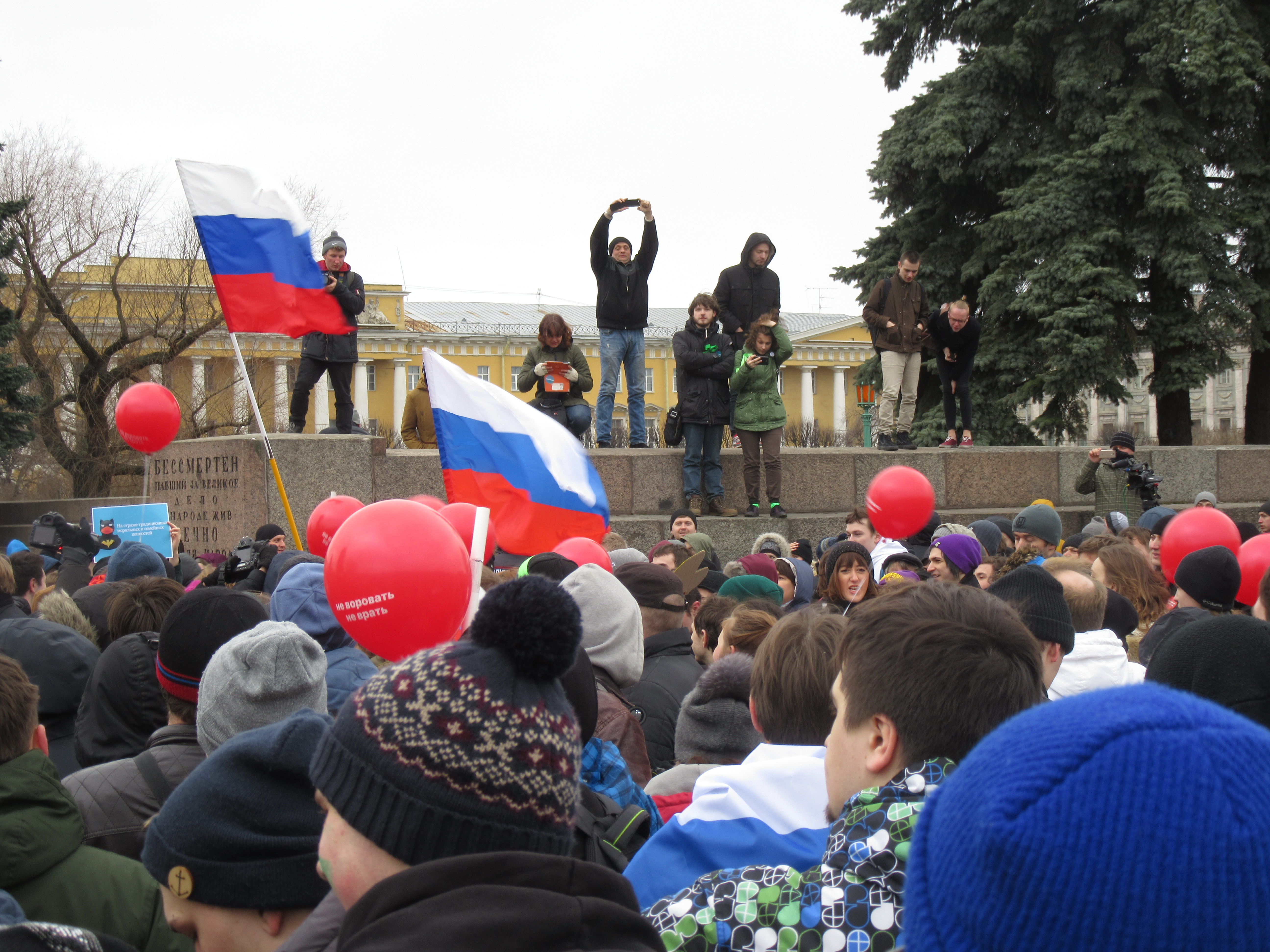
Anti-corruptiedemonstratie in St. Petersburg, 26 maart 2017

In maart 2017 braken massademonstraties uit in heel Rusland tegen Medvedev welke was opgeroepen door oppositieleider Aleksej Navalny. Eerder publiceerde Navalny op YouTube een ongeveer 50 minuten durende video waarin het geheime luxeleven van destijds premier Medvedev werd getoond en waarin deze werd beschuldigd van corruptie. Medvedev ontkende deze beschuldigingen en noemde ze "regelrechte onzin".
Medvedev bezit twee appartementen in Moskou en één in zijn geboorteplaats Sint-Petersburg. De door Navalny opgerichte anti-corruptie-stichting meldde in 2016 dat Medvedev ook eigenaar was van het Milowka-landgoed. De aankoop en renovatie die ongeveer 400 miljoen euro kostte werd uit de Russische aardgashandel gehaald. Nadat Medvedev in 2008 in het Kremlin aan de macht kwam, werden op het landgoed landingsplatforms voor helikopters, een pension, een zwembad, een openluchttheater en een pier voor jachten gebouwd. Medvedev gebruikt ook verschillende eigendommen waarvan wordt gezegd dat ze toebehoren aan liefdadigheidsstichtingen, maar waar dergelijke activiteiten niet duidelijk zijn. In 2019 beschuldigde Navalny Medvedev opnieuw van corruptie. Medvedevs vrouw zou op staatskosten regelmatig gebruik maken van een privévliegtuig.
Naast de demonstraties tegen Medvedev waren er ook miljoenen Russen die 'smulden' van Medvedevs verkregen rijkdommen.

## Sancties
In februari 2022 werd Medvedev toegevoegd aan de sanctielijst van de Europese Unie omdat hij "verantwoordelijk is voor het actief ondersteunen en uitvoeren van acties en beleid die de territoriale integriteit, soevereiniteit en onafhankelijkheid van Oekraïne ondermijnen en bedreigen, evenals de stabiliteit en veiligheid in Oekraïne".

## Persoonlijk

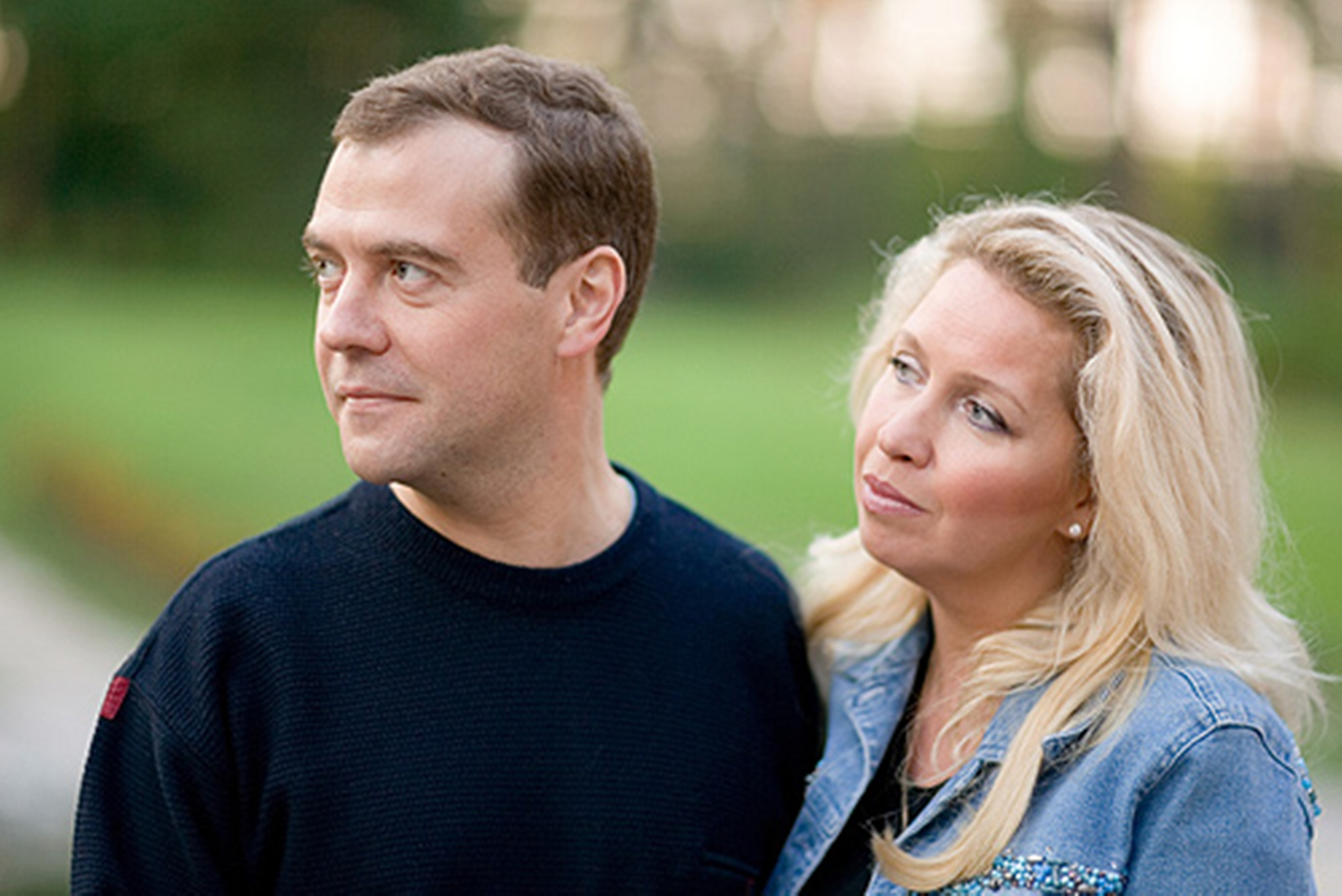
Dmitri Medvedev met zijn vrouw in 2003

Medvedev trouwde in 1993 met zijn jeugdliefde en zij hebben samen een zoon, geboren in 1996.